# Cayo Sextilio Rufo
Cayo o Gayo Sextilio Rufo (en latín, Gaius Sextilius Rufus) fue un político y militar romano del siglo I a. C.
Era cuestor en Chipre en el año 47 a. C. Tras la muerte de Julio César, se unió a los libertadores y comandó la flota de Casio.